# Tianzhu Shan
Tianzhu Shan (kinesiska: 天柱山) är ett berg i Kina. Det ligger i provinsen Anhui, i den östra delen av landet, omkring 150 kilometer sydväst om provinshuvudstaden Hefei. Toppen på Tianzhu Shan är 1 322 meter över havet, eller 56 meter över den omgivande terrängen. Bredden vid basen är 0,76 km.
Tianzhu Shan är den högsta punkten i trakten. Runt Tianzhu Shan är det tätbefolkat, med 286 invånare per kvadratkilometer. Närmaste större samhälle är Tiantang, 14,6 km nordväst om Tianzhu Shan. I omgivningarna runt Tianzhu Shan växer i huvudsak blandskog.
Genomsnittlig årsnederbörd är 1 850 millimeter. Den regnigaste månaden är juli, med i genomsnitt 286 mm nederbörd, och den torraste är januari, med 58 mm nederbörd.